# Trud
I nordisk mytologi omnämns Trud (vars namn kan betyda både "styrka" och "kvinna") både som dotter till Tor och som en av de valkyrior som sades "skänka einhärjarna öl" och bestämde vem som skulle dö i strid. Hennes mor heter Siv och hennes bröder Mode och Magne.